# Bramón
Bramón – miasto w Wenezueli, w stanie Táchira.